# چارلز دینگل
چارلز دینگل (انگلیسی: Charles Dingle؛ ۲۸ دسامبر ۱۸۸۷ – ۱۹ ژانویه ۱۹۵۶) یک هنرپیشه اهل ایالات متحده آمریکا بود.
از فیلم‌ها یا برنامه‌های تلویزیونی که وی در آن نقش داشته است می‌توان به روباه‌های کوچک، آوای برنادت، لبه تاریکی، وضعیت کشور، دوئل زیر آفتاب، خواهر کنی، تنسی جانسون اشاره کرد.